# 埃及共和国 (1953年—1958年)
埃及共和国是在7月23日革命结束埃及王國的穆罕默德·阿里王朝后，在穆罕默德·纳吉布统治下于1953年建立的国家。1958年，埃及共和国被新成立的阿拉伯聯合共和國取代。
埃及共和国领土包括现埃及以及由全巴勒斯坦保護國管辖的加沙地带，此外领土还包括现苏丹和南蘇丹。1956年废除英埃苏丹共管，苏丹共和国获得独立。